# Басман, Майкл
Майкл Джон Басман (англ. Michael John Basman; 16 марта 1946, Сент-Панкрас, Лондонское графство или Лондон — 26 октября 2022, Carshalton, Большой Лондон) — английский шахматист, международный мастер (1980).
Отец был армянского происхождения.
Многократный участник различных соревнований в составе национальной сборной по шахматам:
- 5 командных чемпионатов мира среди студентов (1965—1967, 1969—1970). Выиграл 2 медали в команде: серебряную (1970) и бронзовую (1967).
- 18-я шахматная олимпиада (1968) в г. Лугано.
- 15-й Кубок Клары Бенедикт (1968) в г. Бад-Айблинге. Выступая на 4-й доске, выиграл бронзовую медаль в команде и «золото» в индивидуальном зачёте.
- 2 командных чемпионата Европы, предварительные этапы (1977, 1980).

## Стиль игры
Майкл Басман известен как знаток редких дебютов (дебют Клеменца, атака Гроба, дебют Сокольского, защита Святого Георгия и др.), данные начала он выбирал даже против сильных соперников. Это способствовало популяризации необычных дебютов, некоторые из них впоследствии были названы его именем (см. защита Басмана). С другой стороны, как отмечают некоторые источники, из-за своего неординарного стиля игры М. Басман так и не достиг звания гроссмейстера.

## Спортивные результаты
| Год  | Город    | Турнир                                        | + | − | = | Результат | Место |
| ---- | -------- | --------------------------------------------- | - | - | - | --------- | ----- |
| 1965 | Синая    | 12-й командный чемпионат мира среди студентов | 6 | 1 | 5 | 8½ из 12  |       |
| 1966 | Эребру   | 13-й командный чемпионат мира среди студентов | 2 | 3 | 5 | 3½ из 10  |       |
| 1967 | Гаррахов | 14-й командный чемпионат мира среди студентов | 5 | 3 | 3 | 6½ из 11  | 3     |
| 1968 | Лугано   | 18-я олимпиада                                | 5 | 3 | 3 | 6½ из 11  |       |
| 1969 | Дрезден  | 16-й командный чемпионат мира среди студентов | 4 | 4 | 4 | 6 из 12   |       |
| 1970 | Хайфа    | 17-й командный чемпионат мира среди студентов | 4 | 3 | 1 | 4½ из 8   | 2     |

## Изменения рейтинга
| Графики недоступны из-за технических проблем. См. информацию на Фабрикаторе и на mediawiki.org. |